# Veteranu
Veteranu – wieś w Rumunii, w okręgu Konstanca, w gminie Peștera. W 2011 roku liczyła 21 mieszkańców.